# Вознесенська сільська територіальна громада
Вознесенська сільська громада — територіальна громада в Україні, в Золотоніському районі Черкаської області. Адміністративний центр - село Вознесенське. Утворена Розпорядженням Кабінету Міністрів України від 12 червня 2020 року. Площа громади - 110.4 км², чисельність населення - 5107 осіб.

## Адміністративно-територіальний устрій
До складу громади увійшли чотири сільські ради:
- Богуславецька
- Вознесенська
- Привітненська
- Синьооківська

Вони включали 8 населених пунктів, що стали членами громади. 
З них 4 села:
- Богуславець
- Вознесенське
- Привітне
- Синьооківка

та 4 селища:
- Канівщина
- Пальміра
- Роздол
- Степове